# Elena Azarova
Elena Jur'evna Azarova (in russo Елена Юрьевна Азарова?; Mosca, 5 giugno 1973) è una sincronetta russa.

## Palmarès

### Olimpiadi
- 2 medaglie:
  - 2 ori (Sydney 2000 a squadre; Atene 2004 a squadre)